# Sueska kriza
Sueska kriza ili Drugi arapsko-izraelski rat, poznata i kao Trojna agresija (u arapskom svijetu) i Operacija Kadeš / Sinajski rat (u Izraelu), bila je invazija na Egipat koju je 1956. pokrenuo Izrael, a slijedile su ga Ujedinjeno Kraljevstvo i Francuska. Cilj invazije je bio vratiti kontrolu zemalja Zapada nad Sueskim kanalom i ukloniti s vlasti egipatskog predsjednika Gamal Abdel Nassera koji je netom prije nacionalizirao kanal. Snažan politički pritisak Sjedinjenih Država, Sovjetskog Saveza i Ujedinjenih naroda naveo je tri države na povlačenje što je dovelo do poniženja za Ujedinjeno Kraljevstvo i Francusku te jačanja Nassera.
29. listopada 1956. izraelske vojne snage su ušle na područje egipatskog poluotoka Sinaja. Ujedinjeno Kraljevstvo i Francuska objavile su zajednički ultimatum u kojemu su tražile od Izraela da zaustavi napad, no Izrael je ultimatum ignorirao. 5. studenoga, padobranci Ujedinjenog Kraljevstva i Francuske su sletjeli uzduž Sueskog kanala. Egipatske snage su bile poražene, ali su uspjele blokirati kanal te tako onemogućiti plovidbu njime. Kasnije je postalo jasno da su izraelska invazija i britansko-francuski napad bili koordinirani.
Trojica saveznika postigli su brojne vojne ciljeve, ali kanal je bio beskoristan. Snažan politički pritisak Sjedinjenih Država i SSSR-a doveli su do povlačenja okupacijskih snaga. Američki predsjednik Dwight D. Eisenhower upozorio je Ujedinjeno Kraljevstvo da ne sudjeluje u invaziji, prijeteći da će Sjedinjene Države prodati svoje obveznice u funtama kako bi oslabile britansku ekonomiju. Ova je kriza označila kraj Ujedinjenog Kraljevstva kao jedne od vodećih svjetskih sila. Sueski kanal bio je zatvoren od listopada 1956. do ožujka 1957. Izrael je ispunio neke svoje ciljeve, kao što je ostvarivanje slobodne plovidbe kroz Tiranski tjesnac (tjesnac širok 13 km koji dijeli Arapski i Sinajski poluotok), koji je Egipat blokirao za izraelsku plovidbu od 1950. 
Kao rezultat sukoba, Ujedinjeni narodi su oformili UNEF, mirovne snage koje su osiguravale egipatsko-izraelsku granicu između 1973. i 1979., britanski premijer Anthony Eden podnio je ostavku, kanadskom ministaru vanjskih poslova Lesteru Pearsonu dodijeljena je Nobelova nagrada za mir, a SSSR je dobio ohrabrenje da izvede invaziju na Mađarsku. 

## Početak krize
Uzroci krize su bili u strukturi korištenja Sueskog kanala. Dodjela koncesije za gradnju kanala inozemnom društvu uključivala je i dodjelu njegovog gospodarskog korištenja istom društvu. Pored toga, s porastom gospodarskog značenja nafte rasla je i zavisnost europskih snaga od korištenja kanala. Velika Britanija je pokušala osigurati slobodan prolaz kanalom snažnim utjecajem na egipatsku unutarnju politiku kao i vojnim prisustvom na kanalu. 
Početci krize sežu još u 1952. Nakon što je kralja Faruka svrgnula Egipatska vojska, nova vlast mijenja dotadašnju kooperativnu politiku s europskim silama i zauzima nacionalistički panarapski smjer. Takav smjer je podgrijao konflikt s Izraelom kao i s Francuskom i Britanijom koje su držale kontrolu nad Sueskim kanalom. Velika Britanija se 1954. obvezala povući svoje vojne snage iz tog područja. Sve je ukazivalo na mirno rješenje.

## Motivi
Tijekom 1956. se zaoštrio sukob između Egipta i Izraela, jer su učestali napadi fedajina na Izrael iz Egipta i s Pojasa Gaze koji je bio pod okupacijom Egipta. Egipat, vođen predsjednikom Naserom, u to vrijeme blokira zaljev Akaba, zatvara Sueski kanal za izraelske brodove, i time krši međunarodno pravo. Istovremeno, sa Sirijom i Jordanom Egipat osniva "Ujedinjenu arapsku vrhovnu komandu", koja ima vrlo malo stvarnih ovlasti. 
U pozadini, Naser je planirao socijalistički orijentiranu gradnju Asuanske brane kako bi smanjio bijedu naroda. Kako bi mogao financirati taj projekt, Naser je 26. srpnja 1956. nacionalizirao Sueski kanal čijih su 44% vlasništva držale britanske banke i poduzeća. Istina, isplatio im je odštetu, no ostali su bez posjeda važnog trgovačkog puta. SSSR i Indija su na tri bezuspješne međunarodne konferencije na kraju prihvatili nacionalizaciju, ali je Velika Britanija bila, kako iz ekonomskih, tako i vojno-strateških razloga, uznemirena.
S druge strane, Francuska se borila za svoje kolonije u području Magreba. U Alžiru je 1954. izbio ustanak koji je podupiran oružjem iz Egipta.